# Communauté de communes du Créonnais
Die Communauté de communes du Créonnais ist ein französischer Gemeindeverband mit der Rechtsform einer Communauté de communes im Département Gironde in der Region Nouvelle-Aquitaine. Sie wurde am 13. Juli 2000 gegründet und umfasst 15 Gemeinden. Der Verwaltungssitz befindet sich im Ort Créon.

## Mitgliedsgemeinden
| Gemeinde                            | Einwohner 1. Januar 2022 | Fläche km² | Dichte Einw./km² | Code INSEE | Postleitzahl |
| ----------------------------------- | ------------------------ | ---------- | ---------------- | ---------- | ------------ |
| Baron                               | 1.204                    | 10,34      | 116              | 33028      | 33750        |
| Blésignac                           | 311                      | 2,50       | 124              | 33059      | 33670        |
| Camiac-et-Saint-Denis               | 351                      | 6,60       | 53               | 33086      | 33420        |
| Capian                              | 798                      | 18,23      | 44               | 33093      | 33550        |
| Créon                               | 4.863                    | 8,02       | 606              | 33140      | 33670        |
| Cursan                              | 666                      | 6,07       | 110              | 33145      | 33670        |
| Haux                                | 843                      | 10,21      | 83               | 33201      | 33550        |
| La Sauve                            | 1.594                    | 18,64      | 86               | 33505      | 33670        |
| Le Pout                             | 617                      | 3,93       | 157              | 33335      | 33670        |
| Loupes                              | 940                      | 4,87       | 193              | 33252      | 33370        |
| Madirac                             | 297                      | 1,86       | 160              | 33263      | 33670        |
| Sadirac                             | 4.718                    | 19,11      | 247              | 33363      | 33670        |
| Saint-Genès-de-Lombaud              | 390                      | 6,14       | 64               | 33408      | 33670        |
| Saint-Léon                          | 298                      | 4,49       | 66               | 33431      | 33670        |
| Villenave-de-Rions                  | 373                      | 2,56       | 146              | 33549      | 33550        |
| Communauté de communes du Créonnais | 18.263                   | 123,57     | 148              | –          | –            |